# Arbeiter Turn- und Sportbund in Polen
Arbeiter Turn- und Sportbund in Polen (pol. Robotniczy Związek Gimnastyczny i Sportowy w Polsce) – niemiecki związek towarzystw sportowych działająca w okresie międzywojennym w Polsce (taki zapis był w statucie, jednak praktycznie działalność koncentrowała się na polskim Górnym Śląsku). Jej celem było wspieranie sportu robotniczego.
Tradycją nawiązywał do okresu przedwojennego - pierwszy Arbeiter-Turnverein (Robotnicze Towarzystwo Gimnastyczne) na Górnym Śląsku powstało w 1906 w Królewskiej Hucie, a w 1907 w Bielsku.
Związek cierpiał na problemy finansowe, mimo że wspierały go niemieckie związki zawodowe i Deutsche Sozialistische Arbeiterpartei Polens. Wyniki sportowe grały rolę drugorzędną (chodziło głównie o integrowanie robotników oraz rozwój kulturalny i fizyczny), w 1931 delegacja związku brała udział w olimpiadzie robotniczej w Wiedniu.
W skład Związku wchodziło 5 towarzystw gimnastyczno-sportowych, skupiających 2 tysiące członków (1932). Najprężniejsze było towarzystwo robotnicze "Freie Turner" w Królewskiej Hucie, którą kierował Karl Buchwald. Równie aktywne było towarzystwo Arbeiter Turn- und Sportverein "Vorwärts" z Bielska.
Przewodniczącym Związku był Josef Janta (1932), a czołowymi działaczami Stanisław Rochowiak i Erwin Kasper.